# Meerhout
Meerhout est une commune néerlandophone de Belgique située en Région flamande, dans la province d'Anvers. Le Groezrock s'y déroule chaque année.

## Héraldique
|  | La commune possède des armoiries qui lui ont été octroyées le 15 avril 1952. Ce sont celles de la ville de Diest avec une fleur de lys supplémentaire. Le village appartenait aux seigneurs de Diest depuis 1398. La famille utilisait deux barres noires sur fond d'or. Lorsque la commune demanda des armoiries en 1951, elle utilisa l'image du sceau du village du XVe siècle, montrant les armoiries de Diest et la petite fleur de lys. Cependant, elles sont octroyées dans les mauvaises couleurs, argent et noir au lieu d'or et noir. Les armoiries montrent ainsi les armoiries de la ville de Diest qui n’a aucune influence sur le village, à la place des seigneurs de Diest. En 1863, le conseil demanda déjà des armoiries. Celles-ci ont été divisées en quartiers, montrant dans les premier et quatrième quartiers les armoiries des seigneurs de Diest et dans les deuxième et troisième les armoiries de la famille Van de Wyere, seigneurs de Meerhout avant 1398. En 1398, Catharina van de Wyere épousa Thomas II de Diest. Le saint patron local, Saint-Trudo, devait être placé sur un écusson. Ces armoiries n'ont jamais été octroyées. Dans les années 1980, le Conseil héraldique flamand a demandé à la commune de changer les couleurs pour adopter les couleurs historiques d'or et de noir, mais la commune a refusé. Blasonnement : D'argent a deux barres de sable, accompagné dans l'écu gauche d'un lys de la même couleur. (Traduction libre) Source du blasonnement : Heraldy of the World. |

## Démographie

### Évolution démographique
Graphe de l'évolution de la population de la commune.
- Source : Statbel - Remarque: 1806 jusqu'à 1981=recensement; depuis 1990=nombre d'habitants chaque 1er janvier[2]